# Naturschutzgebiet In der Hardt

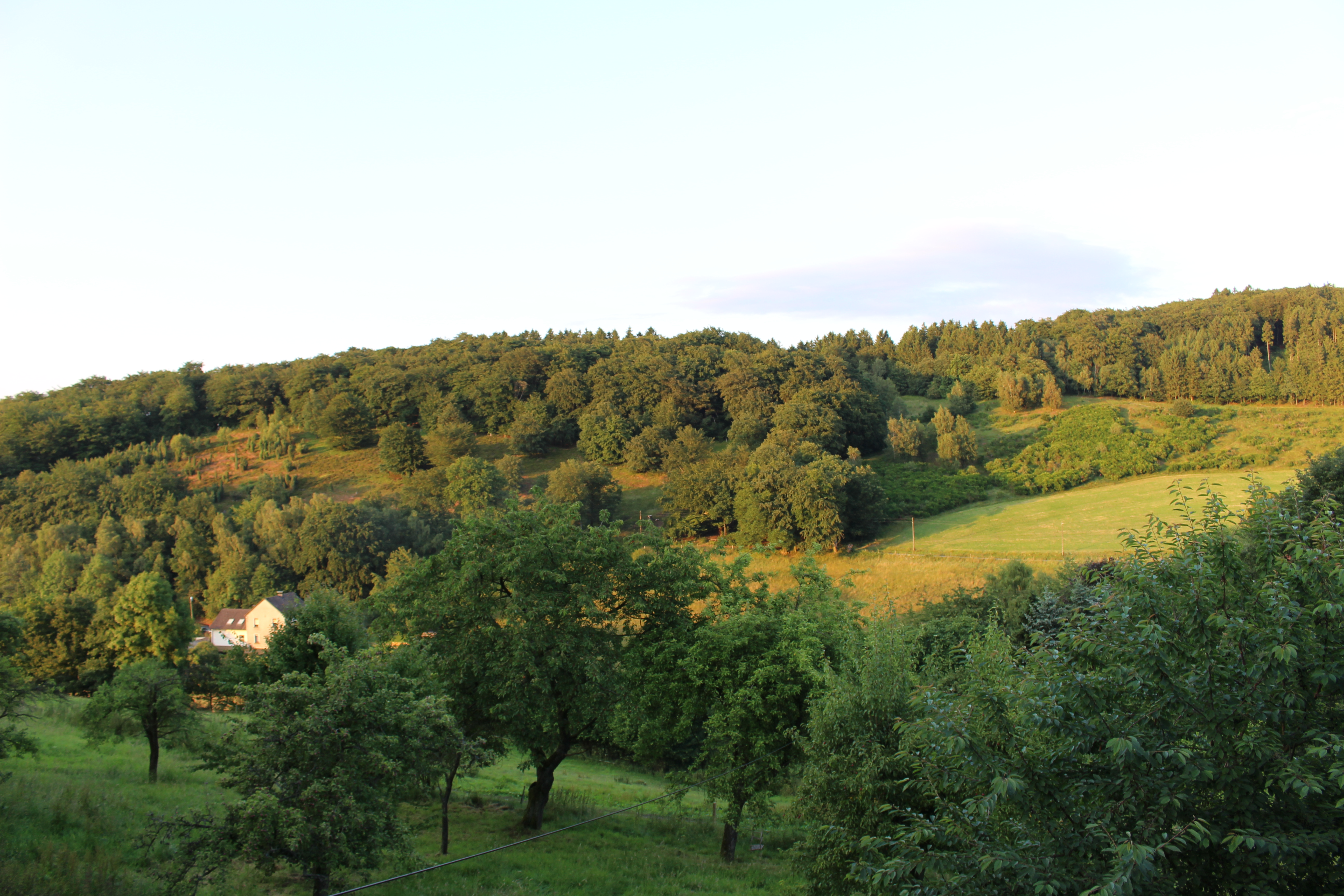
Naturschutzgebiet In der Hardt (Juni 2014)

Das Naturschutzgebiet In der Hardt ist ein 3,18 ha großes Naturschutzgebiet (NSG) südwestlich von Lössel im Stadtgebiet von Iserlohn im Märkischen Kreis in Nordrhein-Westfalen. Das Gebiet wurde 1950 per Verordnung von der Bezirksregierung Arnsberg als NSG ausgewiesen. Das NSG wurde 1997 vom Kreistag des Märkischen Kreises mit dem Landschaftsplan Nr. 4 Iserlohn erneut ausgewiesen.

## Gebietsbeschreibung
Bei dem NSG handelt es sich um eine Heide.

## Schutzzweck
Das Naturschutzgebiet wurde zur Erhaltung und Entwicklung einer Heide und als Lebensraum gefährdeter Tier- und Pflanzenarten ausgewiesen. Wie bei anderen Naturschutzgebieten in Deutschland wurde in der Schutzausweisung darauf hingewiesen, dass das Gebiet „wegen der landschaftlichen Schönheit und Einzigartigkeit“ zum Naturschutzgebiet wurde.